# Divisió de Nagar
La divisió de Nagar fou una entitat administrativa de l'estat de Mysore suprimida el 1883, que estava formada pels districtes de Kadur, Shimoga i Chitaldroog o Chitaldrug. La superfície era de 30.179 km² i la formaven 4766 pobles. La població el 1871 era d'1.364.261 i el 1881 d'1.204.365 habitants. Quan després de la independència de l'Índia es van restaurar les divisions, el territori va quedar dins la divisió de Bangalore.